# Новшичі
Новшичі (чорн. Novšići/Новшићи) — село (поселення) в Чорногорії, підпорядковане общині Плав. Християнське поселення з населенням 82 мешканця.

## Населення
Динаміка чисельності населення (станом на 2003 рік):
- 1948 → 280
- 1953 → 308
- 1961 → 276
- 1971 → 286
- 1981 → 195
- 1991 → 118
- 2003 → 82

Національний склад села (станом на 2003 рік):
Слід відмітити, що перепис населення проводився в часи міжетнічного протистояння на Балканах й тоді частина чорногорців солідаризувалася з сербами й відносила себе до спільної з ними національної групи (найменуючи себе югославами-сербами - притримуючись течії панславізму). Тому, в запланованому переписі на 2015 рік очікується суттєва кореляція цифр національного складу (в сторону збільшення кількості чорногорців) - оскільки тепер чіткіше проходитиме розмежування, міжнаціональне, в самій Чорногорії.